# Ararat (žganje)
Ararat (stilizirano kot ArArAt) je blagovna znamka armenskega žganja, ki ga proizvaja Yerevan Brandy Company v glavnem mestu Erevan od leta 1887. Ararat je s 5.165 m najvišja gora, ki se danes nahaja v Turčiji, za Armence je to sveta gora in nikoli niso preboleli njegove izgube, saj njen obris še danes najdemo v državnem grbu. Pijača Ararat je pridelana iz belega grozdja in izvirske vode po tradicionalni metodi. »Navadna žganja« te znamke so starana med 3 in 6 let. »Starana žganja« so stara med 10 in 30 let.
Žganje Ararat se prodaja predvsem v državah nekdanje ZSSR, med katerimi so predvsem Rusija, Gruzija, Ukrajina in Belorusija. V rusko govorečih državah nekdanje Sovjetske zveze se armensko žganje trži kot konjak. Leta 1900 je žganje osvojilo nagrado Grand-prix v Parizu, kar je Araratu omogočilo, da je svoje žganje zakonito imenoval »konjak«, dokler niso poimenovanja po drugi svetovni vojni preklicali. Izraz »žganje« se v regiji ni nikoli zares prijel. 

## V politiki
Nedokumentirana anekdota trdi, da je bil leta 1945 med konferenco v Jalti Winston Churchill tako navdušen nad armenskim žganjem Dvin, ki mu ga je podaril Josif Stalin, da je prosil, naj mu vsako leto pošljejo več zabojev. Po poročanju so Churchillu letno poslali 400 steklenic. To žganje je dobilo ime po starodavni prestolnici Dvin, prvič pa je bilo proizvedeno leta 1943.
Med srečanjem leta 2013 v svoji osebni vili v Sočiju je ruski predsednik Vladimir Putin britanskemu premierju Davidu Cameronu Ararat podaril kot darilo, pri čemer je spomnil na Stalinovo ponudbo Churchillu leta 1945.